# Diego Rubio (ciclista)
Diego Rubio Hernández (Navaluenga, Ávila, 13 de junio de 1991) es un ciclista español que fue profesional entre 2014 y 2022.
Es uno de los productos de la cantera de ciclistas de la Fundación Provincial Deportiva Víctor Sastre, sita en El Barraco (provincia de Ávila). En agosto de 2023 anunció su retirada como consecuencia de una fractura en el brazo que sufrió en una caída durante el Tour de Estonia del año anterior.

## Palmarés

### Ruta
2012 (como amateur)
- 1 etapa del Heydar Aliyev Anniversary Tour

### Pista
2015
- 2.º en el Campeonato de España Persecución

## Resultados en Grandes Vueltas
Durante su carrera deportiva consiguió los siguientes puestos en las Grandes Vueltas. 
| Carrera | Carrera         | 2014 | 2015 | 2016 | 2017  | 2018  | 2019  | 2020 | 2021 | 2022 |
| ------- | --------------- | ---- | ---- | ---- | ----- | ----- | ----- | ---- | ---- | ---- |
|         | Giro de Italia  | —    | —    | —    | —     | —     | —     | —    | —    | —    |
|         | Tour de Francia | —    | —    | —    | —     | —     | —     | —    | —    | —    |
|         | Vuelta a España | —    | —    | —    | 127.º | 138.º | 146.º | —    | Ab.  | —    |

—: no participa

Ab.: abandono

## Equipos
- Caja Rural-Seguros RGA stagiaire (2013)
- Efapel (2014-2015)
- Caja Rural-Seguros RGA (2016-2017)
- Burgos-BH (2018-2022)